# Ana Terter
Ana Terter (în bulgară și sârbă Ана Тертер; n. secolul al XIII-lea - d. secolul al XIV-lea) a fost o prințesa bulgară și regină-consoartă a Serbiei (1284–1299). A fost a patra soție a regelui Ștefan Uroș al II-lea Milutin al Serbiei (Ștefan Milutin). 

## Biografie
Căsătoria ei cu Ștefan Milutin a fost dinastică, adică a fost prevăzută în Acordul de la Deževa (sârbă: Дежевски споразум) din 1282. 
Potrivit istoricului contemporan George Pachymeres (1242 - 1310), Ana a fost „fiica lui Terter, născută lui de sora lui Asen. Sora lui Asen a fost Kira Maria - a doua soție a lui George I Terter”. Conform unei alte teorii, Ana era fiica lui George Terter și a primei sale soții Maria, sora țarului bulgar Teodor Svetoslav. 
În 1284, Ana s-a căsătorit cu regele Ștefan Uroș al II-lea Milutin al Serbiei ca a treia sa soție. Au avut doi copii: Ștefan Dečanski, care l-a succedat ca rege al Serbiei pe Ștefan Milutin și Anna-Neda a  Serbiei, care s-a căsătorit cu țarul Mihai Șișman al Bulgariei. 
În 1299, Ștefan Milutin a divorțat de Ana pentru a se căsători cu Simonida Paleologina, fiica  împăratului bizantin Andronic al II-lea Paleologul, Simonida avea doar 5 ani în acel moment. Inițial împăratul a vrut s-o căsătorească pe sora sa, împărăteasa Imperiului din Trapezunt Eudokia Paleologina, cu Ștefan Milutin, dar ea a refuzat să-și petreacă restul vieții „cu un barbar libidinos în sălbăticia din Serbia”. 